# Holcojoppa basalis
Holcojoppa basalis là một loài tò vò trong họ Ichneumonidae.